# Munchhausen
Munchhausen (nicht zu verwechseln mit Munchhouse weiter südlich, deutsch Münchhausen) ist eine französische Gemeinde mit 812 Einwohnern (Stand 1. Januar 2021) im Département Bas-Rhin in der Region Grand Est (bis 2015 Elsass).

## Geographie

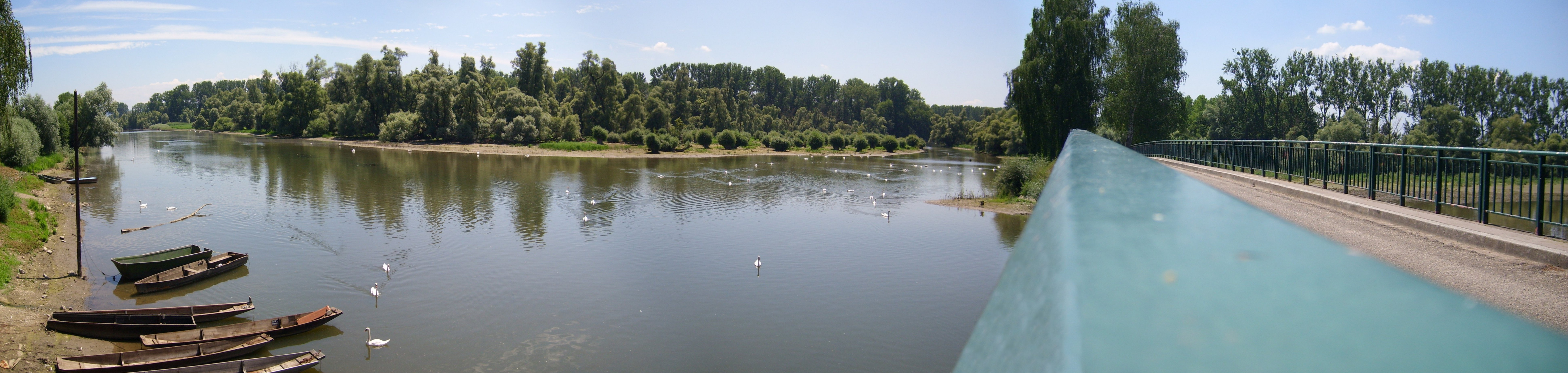
Blick von der Brücke auf die Sauer

Munchhausen liegt zwischen Lauterbourg im Norden und Seltz im Süden unmittelbar nördlich der Einmündung der Sauer in den Rhein. Es ist ein altes Fischerdorf, dessen Gemeindewappen deshalb auch einen Fisch zeigt. Bis Anfang 2000 gingen noch Bewohner – als letzte am Rhein in Frankreich – dem Fischerberuf nach.

## Geschichte
Von 1871 bis zum Ende des Ersten Weltkrieges gehörte Münchhausen als Teil des Reichslandes Elsaß-Lothringen zum Deutschen Reich und war dem Kreis Weißenburg im Bezirk Unterelsaß zugeordnet.
Bevölkerungsentwicklung
| Jahr      | 1910 | 1962 | 1968 | 1975 | 1982 | 1990 | 1999 | 2007 | 2018 |
| Einwohner | 559  | 578  | 599  | 661  | 651  | 651  | 692  | 730  | 793  |

## Delta der Sauer
Die deltaförmige Einmündung der Sauer in den Rhein wird in Frankreich Delta de la Sauer genannt. Es ist ein großflächiges Naturschutzgebiet und eines der sechs französischen Rheinauenreservate.
Der Bois de Munchhausen im Delta stellt eine der letzten intakten Weichholzauen in Mitteleuropa dar. Die Silber-Weidenbestände sind im Jahresmittel vier bis sechs Monate von Wasser bedeckt, was in Mitteleuropa heutzutage ungewöhnlich ist. In den Randbereichen des Bois de Munchhausen und auf höheren Kiesbänken hat sich eine Hartholzaue herausgebildet. Das Mosaik von großflächiger Weichholzaue und randlicher Hartholzaue im Bois de Munchhausen zeichnet die Reserve Naturelle du Delta de la Sauer aus.

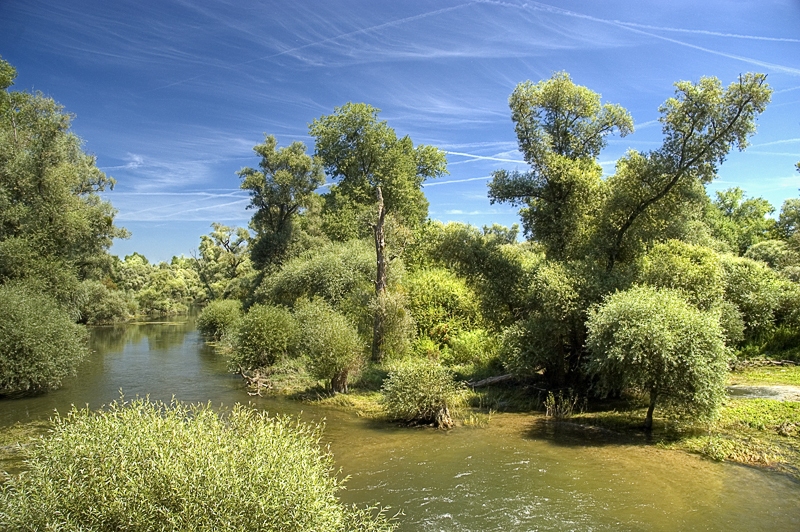
„Urwald“ im Delta
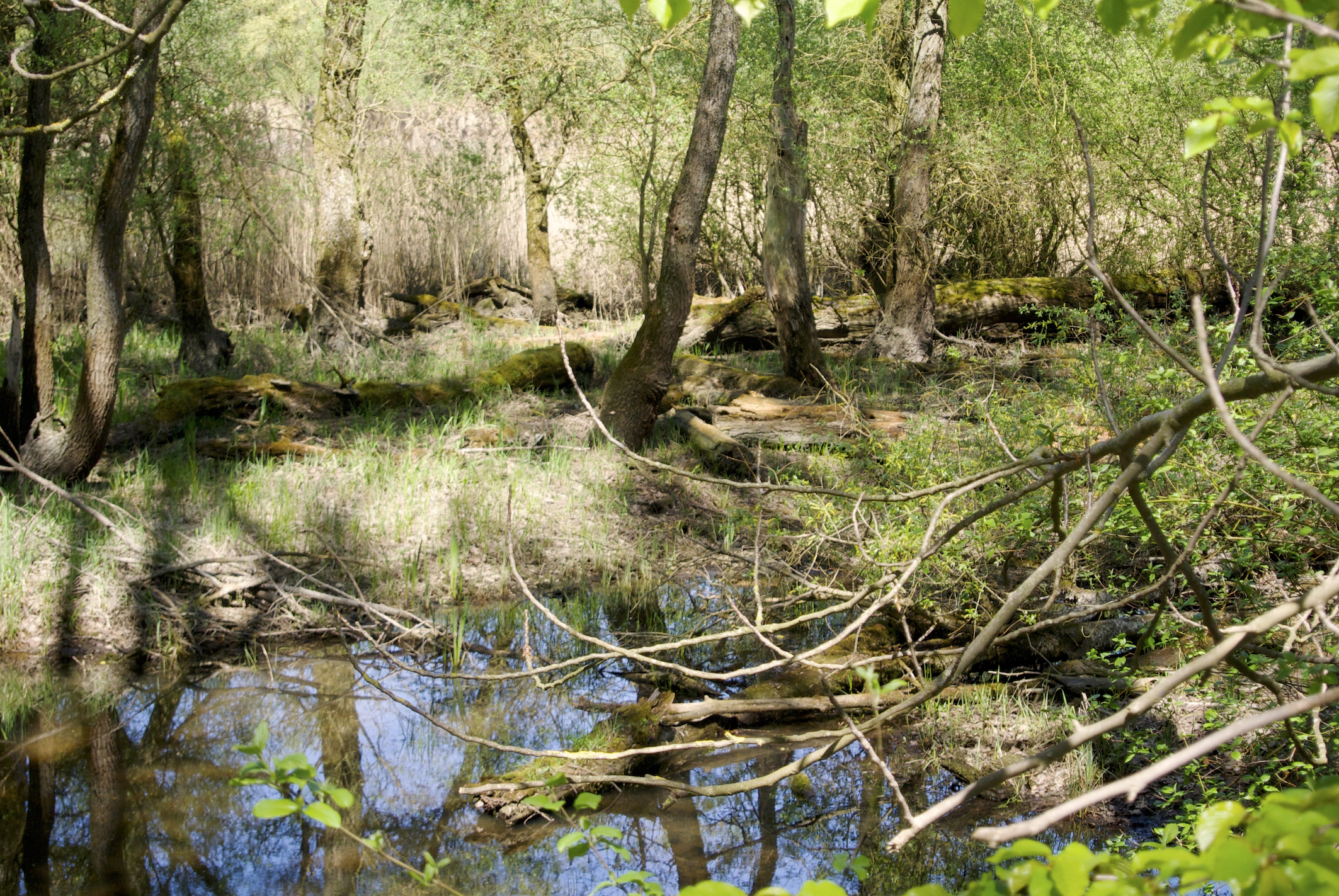
Bois de Munchhausen
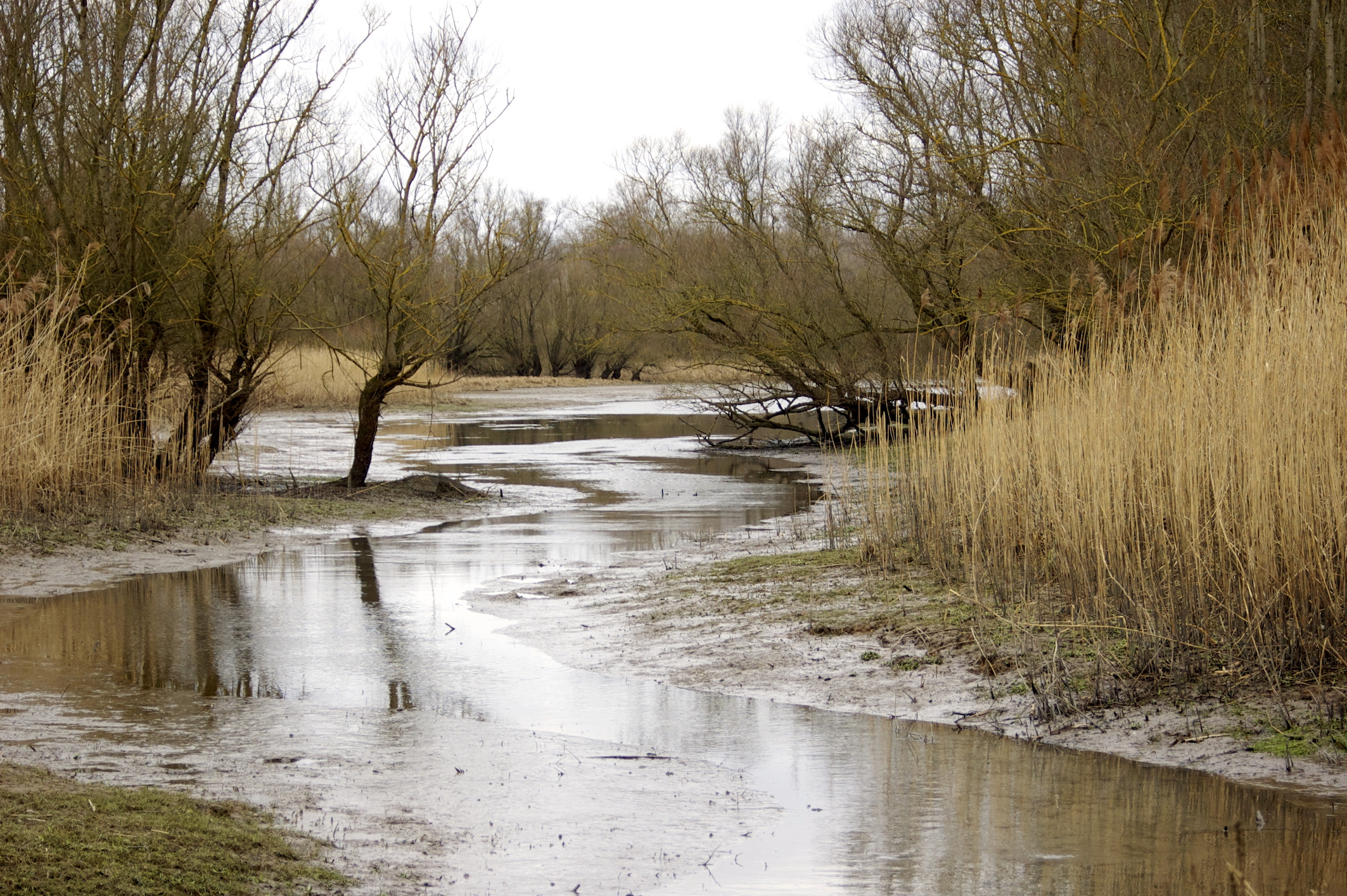
Toter Seitenarm im Delta
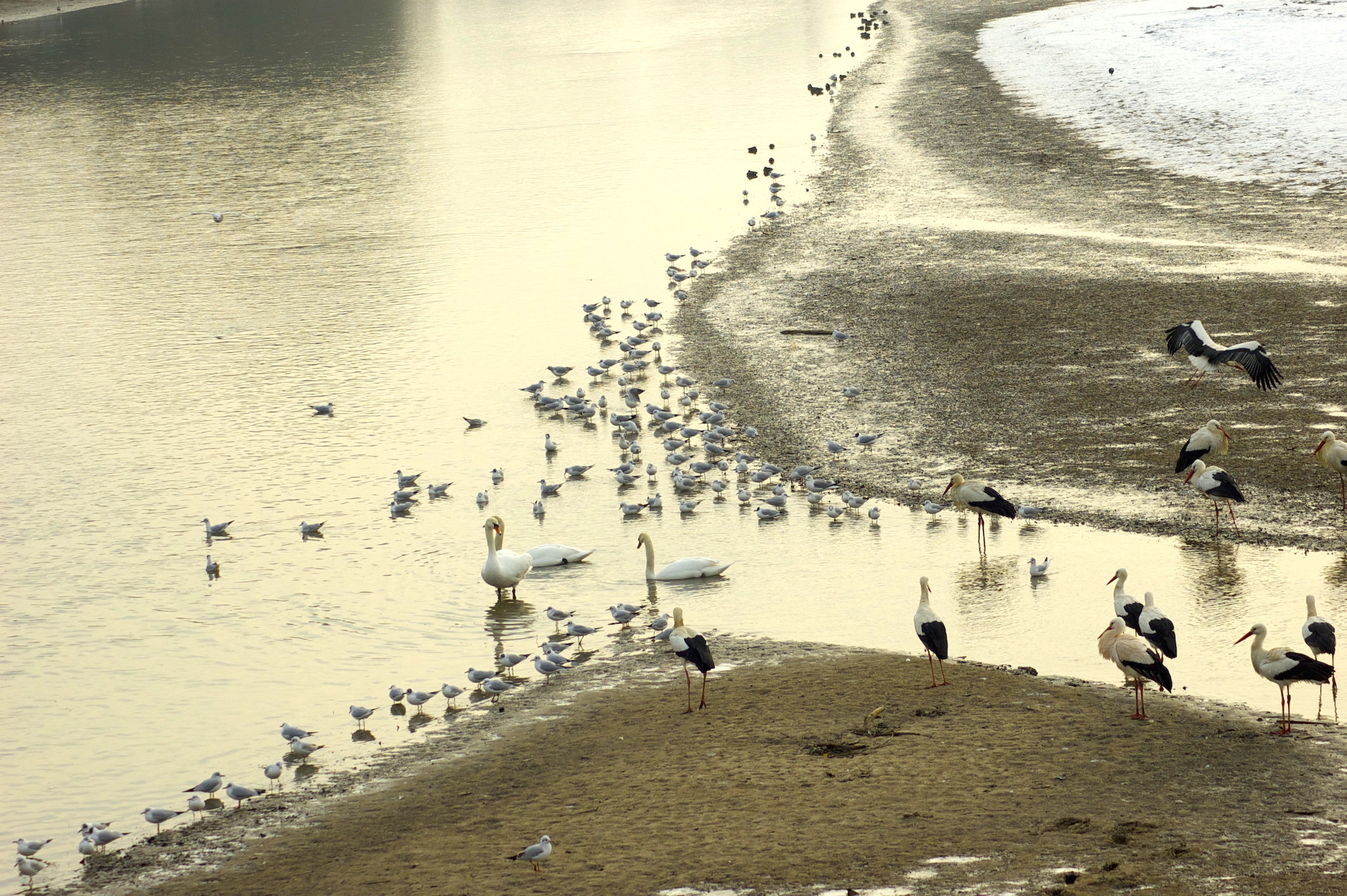
Wasservögel im Delta